# HD 224801
HD 224801 är en ensam stjärna belägen i den norra delen av stjärnbilden Andromeda, som också har variabelbeteckningen CG Andromedae. Den har en genomsnittlig skenbar magnitud av ca 6,37 och är mycket svagt synlig för blotta ögat där ljusföroreningar ej förekommer. Baserat på parallax enligt Gaia Data Release 2 på ca 5,3 mas, beräknas den befinna sig på ett avstånd på ca 614 ljusår (ca 188 parsek) från solen. Den rör sig närmare solen med en heliocentrisk radialhastighet på ca -1 km/s.

## Egenskaper
HD 224801 är en blå till vit stjärna av spektralklass A0 Iisp SiSrHg och är också en kemiskt märklig stjärna med ett starkt magnetfält, eller Ap-stjärna. Detta betyder att det är en ljusstark jättestjärna som visar smala absorptionslinjer och ovanliga starka linjer av kisel, strontium och kvicksilver, medan kalcium- och manganlinjerna istället är svagare än väntat.  Andra källor rapporterar att de starkare linjerna är av kisel och europium, vilket ger en spektralklassificering av B9pSiEu, som bara har en något annorlunda temperatur för svartkroppsstrålning utöver de olika linjerna. Den har en radie som är ca 3 solradier och har ca 116 gånger solens utstrålning av energi från dess fotosfär vid en genomsnittlig effektiv temperatur av ca 11 000 K.
Liksom i Alfa2 Canum Venaticorum-variabla stjärnor visar HD 224801 en variation av skenbara magnitud mellan 6,32 och 6,42 och en i styrkan hos spektrallinjer med samma period på ca 3,74 dygn. Det antas att detta orsakas av en inhomogen fördelning av element på stjärnans yta, vilket orsakar en inhomogen ytljushet.
En kortare period, något längre än 2 timmar, med en amplitud på 0,011 magnitud har observerats i ljuskurvan för HD 224801, men med en temperatur på 11 000 K ligger den utanför instabilitetsremsan i HR-diagrammet där snabbt oscillerande Ap-stjärnor finns. Magnetohydrodynamiska vågor som sprider sig i stjärnan kan förklara den observerade variabiliteten.